# Iraúna-de-bico-branco
A iraúna-de-bico-branco (Cacicus solitarius) é uma espécie de ave da família Icteridae.
Pode ser encontrada nos seguintes países: Argentina, Bolívia, Brasil, Colômbia, Equador, Paraguai, Peru, Uruguai e Venezuela. Seus habitats naturais são: florestas subtropicais ou tropicais húmidas de baixa altitude, pântanos subtropicais ou tropicais e florestas secundárias altamente degradadas.